# Okres Bardejov
Slovenský okres Bardejov leží na severu Prešovského kraje, respektive bývalé Šarišské župy. Na severu hraničí s Polskem, na západě s okresem Stará Ľubovňa a okresem Sabinov, na jihu s okresem Prešov a na východě s okresem Svidník.